# Leyla Zana
Leyla Zana (Silvan, Turquia 1961) és una política turca d'origen kurd, activista dels drets humans.
Va néixer el 3 de maig de 1961 a la ciutat de Silvan, districte de la província de Diyarbakır. Als 14 anys es casà amb Mehdi Zana, alcalde de Diyarbakır, i presoner polític durant el cop d'estat militar de 1980.
L'any 1991 fou escollida membre del Parlament turc per la circumscripció de Diyarbakır, esdevenint la primera dona kurda escollida per a aquest càrrec. El 1994 fou condemnada a 15 anys de presó per realitzar un discurs separatista al parlament, on s'expressà primerament en kurd i posteriorment en turc. La immunitat que gaudia com a parlamentària la protegí inicialment, però aquesta li fou retirada.
El desembre del mateix any fou arrestada al costat de tres parlamentaris més: Hatip Dicle, Selim Sadak i Orhan Doğan. Els quatre foren acusats de traïció i complicitat amb el Partit dels Treballadors del Kurdistan (PKK). La traïció no va ser provada per la cort de justícia i Zana refusà la seva pertinença al PKK, però els testimonis obtinguts per la tortura no van prohibir la seva condemna a 15 anys de presó.
Reconeguda com a presonera de consciència per part d'Amnistia Internacional, l'any 1995 fou guardonada amb el Premi Sàkharov per la Llibertat de Consciència, concedit pel Parlament Europeu, que demanà a Turquia el seu alliberament. Així mateix l'any 2001 el Tribunal Europeu dels Drets Humans, amb seu a Estrasburg, demanà al govern turc la revisió del seu sumari, causa que no fou revisada fins al 2004. Aquell mateix any els quatre activistes kurds aconseguiren la seva llibertat.